# Cryptolabis brachyphallus
Cryptolabis brachyphallus là một loài ruồi trong họ Limoniidae. Chúng phân bố ở miền Tân bắc.